# 文山堡
文山堡，舊名「拳山堡」，是台灣北部自清治時期至日治初期的一個行政區劃。相較於現行臺北市的文山區，文山堡範圍極為遼闊，今臺北市公館以南，包括文山、新店、深坑、石碇、坪林、雙溪等區多屬之。
拳山舊稱拳頭母山，原為臺北盆地東南丘陵的一個概略性區域，大約是指蟾蜍山（高128公尺）至寶藏巖（海拔35公尺）一帶。1721年即有客家人於此開墾，1729年，客家人簡岳率眾至拳山開墾，於景美與當地雷朗族秀朗社發生糾紛，數百漢人被殺，隨後淡水廳於此地設拳山堡，管轄範圍遍及臨近地區。光緒二十年（1894年）地方士紳嫌名稱不雅，請求改為「文山秀氣」的文山堡。
1920年10月1日實施州郡制，當地屬於臺北州文山郡，郡役所設於新店，管轄新店街、深坑庄、石碇庄、坪林庄及不設街庄的蕃地，轄域即今新北市新店區、深坑區、石碇區、坪林區、烏來區、臺北市文山區等地。戰後一度將文山郡改為文山區，但於1950年實施鄉鎮制而撤消。一直到1990年代臺北市木柵及景美兩區合併，文山一名才又重現於行政區，雖包含發源地景美，但較昔日大文山區縮小許多。

## 管轄街庄
文山堡共轄45個街庄：
- 今新店區境內：安坑庄、大坪林庄、青潭庄、直潭庄
- 今深坑區境內：深坑仔庄、土庫庄、升高坑庄、烏月庄、萬順藔庄、阿柔坑庄
- 今石碇區境內：小格頭庄、蓬菜藔庄、烏塗窟庄、雙溪庄、楓仔林庄、大溪墘庄、松柏崎庄、排藔庄、新興坑庄、鹿窟庄、石碇街、玉桂嶺庄、員潭仔坑庄、崩山庄
- 今坪林區境內：坪林尾庄、灣潭庄、坑仔口庄、魚堀庄、水聳淒坑庄、九芎林庄、厚德崗坑庄、大粗坑庄、鷺鶿岫庄、楣仔藔庄、大舌湖庄、柑腳坑庄、濶瀨庄
- 今雙溪區境內：大平庄、烏山庄、溪尾藔庄、料角坑庄
- 今文山區境內：萬盛庄、興福庄、內湖庄、陂內坑庄